# Liste der Stolpersteine in Berlin-Wittenau
Die Liste der Stolpersteine in Berlin-Wittenau enthält die Stolpersteine im Berliner Ortsteil Wittenau im Bezirk Reinickendorf, die an das Schicksal der Menschen erinnern sollen, die im Nationalsozialismus ermordet, deportiert, vertrieben oder in den Suizid getrieben wurden. Die Spalten der Tabelle sind selbsterklärend. Die Tabelle erfasst insgesamt 26 Stolpersteine und ist teilweise sortierbar; die Grundsortierung erfolgt alphabetisch nach dem Familiennamen.
| Bild | Name                   | Standort                                        |      | Verlegedatum  | Leben |
| ---- | ---------------------- | ----------------------------------------------- | ---- | ------------- | --- |
|      | Marie Albrecht         | Oranienburger Straße 285                        | Lage | 22. Aug. 2006 | * 27. Februar 1862; † 10. Dezember 1943 in der Heil- und Pflegeanstalt Obrawalde |
|      | Werner Burthz          | Eichborndamm 238                                | Lage | 8. Aug. 2014  | * 5. Dezember 1929; † 10. November 1942 in der Nervenklinik Wiesengrund |
|      | Klara Amelie Fergue    | Oranienburger Straße 285                        | Lage | 22. Aug. 2006 | * 12. August 1857; † 8. Dezember 1943 in der Heil- und Pflegeanstalt Obrawalde |
|      | Karl Fübinger          | Spießweg 2                                      | Lage | 6. März 2009  | Karl Fübinger wurde am 23. November 1900 in Hof geboren, er war Maschinenbauer bei der Alfred Teves Maschinen- und Armaturenfabrik in der Hermsdorfer Straße. Nach seiner Verhaftung am 17. August 1944 wurde er am 29. Januar 1945 im Zuchthaus Brandenburg hingerichtet. |
|      | Martha Heinz           | Oranienburger Straße 285                        | Lage | 22. Aug. 2006 | * 27. September 1897; † 3. März 1944 in der Heil- und Pflegeanstalt Obrawalde |
|      | Alfred Karl Hentschel  | Alt-Wittenau 38                                 | Lage | 22. Aug. 2006 | * 22. Mai 1912; † 18. Mai 1944 in der Heil- und Pflegeanstalt Obrawalde |
|      | Paul Höhlmann          | Eichborndamm 238                                |      | 7. Juni 2013  | Als 5000. Berliner Stolperstein verlegt. |
|      | Charlotte Hundt        | Am Hügel 15                                     |      | 7. Juni 2013  | |
|      | Gerhard Klimpke        | Techowpromenade 54                              | Lage | 4. Mai 2004   | Gerhard Klimpke wurde am 22. September 1905 geboren. Seine Patientenunterlagen aus den Wittenauer Heilstätten sind nicht mehr auffindbar, daher sind nur die Angaben aus den Aufnahmebüchern der Wittenauer Heilstätten und den Sterbebüchern der Heil- und Pflegeanstalt Obrawalde verfügbar. Er wurde am 18. August 1944 in der Heil- und Pflegeanstalt Obrawalde ermordet. |
|      | Erich Korepka          | Eichborndamm 238                                | Lage | 4. Mai 2004   | * 23. August 1941; † 4. Mai 1943 in der Nervenklinik Wiesengrund |
|      | Alfred Max Krebs       | Herbsteiner Straße 17                           | Lage | 12. Dez. 2007 | * 1903; † 22. Februar 1943 im Strafgefängnis Berlin-Plötzensee |
|      | Ingrid Kroker          | Eichborndamm 238                                |      | 25. März 2022 | |
|      | Else Netzband          | Hermsdorfer Straße 8                            | Lage | 5. Mai 2003   | Else Netzband wurde am 21. August 1888 in Spandau als Else Rost geboren. Sie besuchte dort die Volksschule, hatte aber kaum Schreiben und Rechnen gelernt. Am 2. Februar 1937 wurde sie in die psychiatrische Klinik in den Heilanstalten in Berlin-Buch aufgenommen. Sie glaubte damals, sie befände sich im Jahr 1933 und gab an, 59 Jahre alt zu sein. Zum Zeitpunkt der Aufnahme lebte sie im städtischen Obdachlosenheim in der Nordmarkstraße in Prenzlauer Berg. Im Aufnahmebericht wird ihr eine „Involutionspsychose“ attestiert, eine psychische Störung im höheren Lebensalter „bei angeborenem Schwachsinn“. Sie war der Meinung, sich in Buch in einem Kinderheim zu befinden und bat, für immer bleiben zu dürfen. Nach einem Besuch ihres Sohnes Paul Rost notierten die Ärzte, dass er einen schwachsinnigen Eindruck machte, daher wurde eine vorübergehende Entlassung von Else Netzband zu ihrem Sohn nicht gestattet. Im April 1938 verschlechterte sich ihr allgemeiner Zustand zunächst, erst ab Juni 1938 ging es ihr wieder besser. Eine Ursache dafür konnte nicht gefunden werden. Einem erneuten Antrag auf Beurlaubung im März 1940 wurde zugestimmt, jedoch wurde Else Netzband kurze Zeit später zurück in die Klinik in Buch gebracht. Die Säuglingsfürsorge hatte festgestellt, dass ihr Sohn mit seiner Frau und einem Neugeborenen in einem 18 Quadratmeter kleinen Kellerraum lebte, dessen einzige Beleuchtung eine Kerze war. Else Netzband, die dort auch lebte, lag nach der Auskunft der Säuglingsfürsorge ständig im Streit mit der Schwiegertochter. Am 24. April 1940 wurde Else Netzband aus Buch in die Pflegestelle zu Frau Alisch in die Hermsdorfer Straße 8 in Wittenau übergeben. Sie verblieb zwar dort, wurde aber zwei Monate später zur weiteren Betreuung in die Heil- und Pflegeanstalt Herzberge überwiesen. Nachdem sie einmal aus ihrer Pflegestelle weggelaufen, nach Buch gefahren und gebeten hatte, dort bleiben zu dürfen, wurde sie am 1. April 1943 in die Wittenauer Heilstätten überwiesen, blieb aber dennoch weiter in der Pflegestelle in der Hermsdorfer Straße. Erst am 1. Februar 1944 wurde Else Netzband von Frau Alisch in die Heilstätten gebracht, weil sie bei den Luftangriffen auf Berlin immer öfter in Erregungszustände geraten war. Auf die Frage, mit wem man Krieg führe, antwortete sie: „Mit dem Führer.“ Am 24. Februar 1944 wurde sie zur Verlegung in die Heil- und Pflegeanstalt Obrawalde vorgeschlagen und am 1. März 1944 dorthin gebracht. Nach der Diagnose einer Grippe am 22. März ist für den 24. März 1944 der Tod von Else Netzband vermerkt. Als Ursache ist in den Akten „Herzschwäche bei Grippe“ vermerkt, es ist jedoch davon auszugehen, dass dieser Eintrag zur Täuschung der Angehörigen gefälscht wurde und sie tatsächlich mit einer Medikamentenüberdosis vergiftet wurde. |
|      | Maria Novikowa         | Hermsdorfer Straße 70                           | Lage | 22. Aug. 2006 | * 1. Dezember 1923; † 7. September 1944 in der Heil- und Pflegeanstalt Obrawalde |
|      | Johann Puchomirski     | Oranienburger Straße 285                        | Lage | 22. Aug. 2006 | *1902; † 6. September 1944 in der Heil- und Pflegeanstalt Obrawalde |
|      | Fritz Radoch           | Mauschbacher Steig 31                           |      | 7. Juni 2013  | |
|      | Wally Radoch           | Mauschbacher Steig 31                           |      | 7. Juni 2013  | |
|      | Ruth Ringh             | Eichborndamm 238                                |      | 25. März 2022 | |
|      | Manfred Röglin         | Eichborndamm 240                                | Lage | 4. Mai 2004   | * 23. August 1941; † 27. Februar 1943 in der Nervenklinik Wiesengrund |
|      | Sigrid Röhling         | Eichborndamm 240                                | Lage | 4. Mai 2004   | * 3. April 1941; † 21. Juli 1943 in der Nervenklinik Wiesengrund |
|      | Karl Szczesny          | Am Klauswerder 11                               | Lage | 5. Mai 2003   | Karl Szczesny wurde am 28. Oktober 1888 in Köslienen im Kreis Allenstein geboren. Bis zum Ausbruch seiner Krankheit im Dezember 1940 arbeitete er als Maurer. Zwei seiner Kollegen, mit denen er beim Luftschutzbau beschäftigt war, brachten ihn zur Aufnahme in das Rudolf-Virchow-Krankenhaus, da er mehrfach von der Leiter gefallen sei und einen verwirrten Eindruck gemacht habe. Die Aufnahmediagnose lautete „Progressive Paralyse“. Karl Szczesny gab an, sich kurz vor dem Ersten Weltkrieg venerisch infiziert zu haben. Er war zwar behandelt worden, da es aber zu dieser Zeit noch kein wirksames Antibiotikum gab, wirkte diese Therapie nicht nachhaltig. Die Krankheit hatte nun zu schwerwiegenden körperlichen und psychischen Störungen geführt, so dass er sich einer Malaria-Behandlung unterziehen musste. Dies war die einzige Therapie, die eine gewisse Aussicht bot, die Krankheit wenigstens zum Stillstand bringen zu können. Karl Szczesny konnte am 18. März 1941 entlassen werden, nachdem die Krankheitserscheinungen deutlich geringer geworden waren. Er konnte dennoch nicht wieder in seinem Beruf arbeiten. Am 18. April 1942 wurde er von der Polizei in die Wittenauer Heilstätten eingewiesen, weil sich seine Frau Wally von ihm bedroht fühlte. Er bestritt dies während der Aufnahme vehement, zeigt aber auch Symptome der fortschreitenden Paralyse, so dass er mit der Diagnose „beginnende Demenz“ aufgenommen wurde. Er unterzog sich bis zum September 1942 einer Fieber-Kur, die jedoch keine Besserung brachte. Er wurde zunehmend pflegebedürftiger. Am 20. September 1942 wurde er zur Verlegung in die Heil- und Pflegeanstalt Obrawalde vorgeschlagen, wo er eine Woche später ankam. In Obrawalde wurden keine weiteren therapeutischen oder pflegerischen Maßnahmen dokumentiert, bevor für den 28. Oktober 1942 Karl Szczesnys Tod vermerkt ist. Als Todesursache wird in der Akte eine Hirnlähmung angegeben, die Begleitumstände lassen jedoch darauf schließen, dass dieser Eintrag gefälscht wurde und er tatsächlich mit einer Medikamentenüberdosis vergiftet wurde. |
|      | Dagmar Ullrich         | Eichborndamm 238                                | Lage | 4. Mai 2004   | * 26. Oktober 1941; † 10. Januar 1943 in der Nervenklinik Wiesengrund |
|      | Emilie Marie Vohvarske | Wallenroder Straße 8–10 ehemals Bernauer Weg 23 | Lage | 4. Mai 2004   | Emilie Marie Vohvarske wurde am 6. September 1905 geboren. Ihre Patientenunterlagen aus den Wittenauer Heilstätten sind nicht mehr auffindbar, daher sind nur die Angaben aus den Aufnahmebüchern der Wittenauer Heilstätten und den Sterbebüchern der Heil- und Pflegeanstalt Obrawalde verfügbar. Sie wurde am 6. März 1944 in der Heil- und Pflegeanstalt Obrawalde ermordet. |
|      | Jenny Zickel           | Feuerweg 1                                      | Lage | 12. Dez. 2007 | * 1879; † 1943 im KZ Auschwitz, deportiert am 18. Februar 1943 |
|      | Johanna Zickel         | Feuerweg 1                                      | Lage | 12. Dez. 2007 | * 1891; † 1943 im KZ Auschwitz, deportiert am 18. Februar 1943 |
|      | Dieter Ziegler         | Eichborndamm 240                                | Lage | 4. Mai 2004   | * 6. September 1940; † 16. August 1943 in der Nervenklinik Wiesengrund |